# 大内義綱
大内 義綱（おおうち よしつな、生没年不詳）は戦国時代の武将。陸奥国安達郡小浜城主。別名は定頼。大内定綱、片平親綱の父。備前守と称する。

## 経歴
大内氏は当初、塩松氏の重臣であったが、義綱は天文11年（1550年）に主君の塩松尚義を塩松城二の丸に幽閉して石橋氏の実権を掌握、永禄11年（1568年）には田村氏に内応して尚義を追放し、塩松地方を手中に収めた。翌年には石橋氏の重臣だった宮森城主・大河内備中を攻め滅ぼしている。その後は田村氏の旗下に入り、天正4年（1576年）には安積郡に侵攻し片平城を落とすなど活躍した。また，二本松市木幡に鎮座する隠津島神社（おきつしまじんじゃ）の棟札によると，天正5年（1577年）大檀那として造営に当たったとされている。『大内氏系図』によれば、天正11年（1583年）5月に87歳に没したと伝えられている。
子の定綱の代には田村氏から独立して田村清顕とたびたび交戦した。